# Clorpirifós
Clorpirifós (IUPAC nome: O,O-dietil O-3,5,6-tricloropiridin-2-ol fosforotioato) é um inseticida cristalino da classe dos organofosforados que inibe a transmissão dos receptores causando envenenamento por colapso do sistema nervoso do inseto. É utilizado para controlar vários tipos de insetos, e é conhecido por vários nomes de marca registada. O clorpirifós é moderadamente tóxico e a exposição crónica relacionou-se com efeitos neurológicos, transtornos do desenvolvimento e transtornos autoinmunes,  atrasos e problemas no desenvolvimento de crianças. Em 2001 nos EUA a empresa DOW voluntariamente abdicou da licença para uso doméstico, pois assim reduziria o risco de crianças serem expostas ao inseticida. A União Europeia rejeitou a renovação da licença de venda ao público a partir de fevereiro de 2020.
Não é muito solúvel em água, de maneira que geralmente se mistura com líquidos azeitosos antes de se aplicar a colheitas ou a animais. Também se pode aplicar a colheitas em forma de cápsulas.
O clorpirifós usou-se amplamente em moradias e em agricultura. Desde agosto de 2008 não está permitido seu uso para preparados biocidas de uso ambiental nem na indústria alimentar. Seu uso tem ficado limitado à agricultura e a nível doméstico em jardins.  Na agricultura considera-se um inseticida não sistémico que actua por contacto e ingestão com grande efeito de choque. Aplica-se pulverizando as zonas afectadas para o controle de pragas de colheitas (cochinilhas, moscas brancas, trips da bananeira, numerosas lagartas defoliadoras e minadoras, alguns escaravelhos e outros insetos).

## Fabricação e uso
O clorpirifós produz-se por reacção do 3,5,6-tricloro-2-piridinol com cloro de diethylthiophosphoryl. Produz-se através de uma síntese de vários passos de 3-metilpiridina.
Nos E.U.A, o clorpirifós registou-se só para uso agrícola, onde é "um dos inseticidas organofosforados mais utilizados", segundo a Agência de Protecção Ambiental (EPA). Os cultivos com o uso de clorpirifós mais intensas são algodão, milho, amêndoa e frutas como as laranjas e as maçãs.
Clorpirifós fornece-se normalmente em forma de concentrado líquido de 23,5% ou 50%. A concentração recomendada nos E.U.A. para o aplicativo por pulverização directa de afilar é de 0,5% e para o aplicativo de uma ampla zona 0,03 – 0,12%.

## História
Registado pela primeira vez em 1965 e comercializado por Dow Chemical Company baixo o nome comercial Dursban e Lorsban, clorpirifós, uma marca bem conhecida de inseticidas de jardim, chegou um momento em que foi um dos fungicidas domésticos mais utilizados nos E.U.A. Ante a iminente regulação da EPA, Dow lembrou retirar o registo de clorpirifós para o seu uso em lares e outros lugares onde os meninos podem estar expostos, e ficou severamente restringido seu uso nos cultivos. Estas mudanças entraram em vigor 31 de dezembro de 2001. Segue sendo amplamente utilizado na agricultura, e o Dursban segue no mercado para uso doméstico nos países em desenvolvimento. No Irão, Dow afirma que Dursban é seguro para as pessoas, e sua literatura de vendas afirmou que Dursban tem "um historial comprovado de segurança em relação com os seres humanos e animais domésticos".
Em 1995, Dow foi multado nos E.U.A com 732.000 dólares por não enviar os relatórios da EPA que tinha recebido 249 casos de intoxicação por Dursban, e em 2003, Dow teve que pagar aos E.U.A. $ 2 milhões - a maior multa em até a data um caso sobre pesticidas - no estado de Nova Iorque, em resposta a uma demanda apresentada pelo Promotor Geral para pôr fim à publicidade ilegal da Dow de Dursban como "seguro".
A 31 de julho de 2007, uma coalizão de trabalhadores agrícolas e grupos de defesa apresentou uma demanda contra a EPA, com o objectivo de acabar com o uso agrícola do clorpirifós. A demanda alegou que o uso continuado de clorpirifós possuía um risco desnecessário para os trabalhadores agrícolas e as suas famílias.
Em agosto de 2007, os escritórios da Índia de Dow foram intervindas pelas autoridades índias por suposto suborno a servidores públicos para que o clorpirifós pudesse ser vendido no país.
Em 2008, o National Marine Fisheries Service (NMFS) impôs uma zona de amortecimento ao redor do habitat do salmão de 1000 pés para proteger o salmão em perigo de extinção e as espécies de truta arco íris. Os aplicativos aéreos de clorpirifós proíbem-se dentro destas zonas.
Em 2019 não estava permitido o seu emprego em 8 países europeus, entre os que se encontram a Alemanha, Dinamarca ou Suécia. A UE proibi-lo-á em janeiro de 2020. 

## Efeitos sobre a saúde
Clorpirifós é um organofosforado, com potencial para toxicidade aguda em maiores quantidades e os efeitos neurológicos no feto e os meninos, inclusive em quantidades muito pequenas. Para os efeitos agudos, a EPA classifica o clorpirifós como Classe II: Moderadamente tóxico. Investigações recentes indicam que os meninos expostos ao clorpirifós no útero têm um maior risco de atrasos no desenvolvimento mental e motor aos 3 anos e uma maior incidência de transtornos generalizados do desenvolvimento como o TDAH. Um estudo anterior demonstrou uma correlação entre a exposição prenatal ao clorpirifós e o menor peso e menor perímetro craneal ao nascer.
Um estudo de 2010 encontrou que a cada aumento de 10 vezes na concentração urinária de metabolitos organofosforados se associou com um aumento de 55% ao 72% nas probabilidades de padecer o TDAH nos meninos.
Os estudos têm mostrado evidência de "défice de trabalho, Índice de cor e o coeficiente intelectual a plena escala em função da exposição prenatal à ACB medido quando os meninos atingem 7 anos de idade."
A DL50 oral para o clorpirifós em animais de experimentação é de 32 a 1000 mg / kg. A DL50 por via cutánea em ratas é superior a 2000 mg / kg e de 1000 a 2000 mg / kg em coelhos. A CL50 por inalação de 4 horas para o clorpirifós em ratas é superior a 200 mg/m3.
A intoxicação por clorpirifós tem sido descrita pelos cientistas da Nova Zelândia como a causa provável da morte de vários turistas na Tailândia que desenvolveram miocarditis em 2011. Os pesquisadores tailandeses não têm chegado a nenhuma conclusão sobre a causa da morte, mas mantêm que o clorpirifós não era responsável, e que as mortes não estavam relacionadas.
Um estudo de 2011 sobre os efeitos neurotóxicos de clorpirifós mostrou que o clorpirifós e seu metabolito mais tóxico oxon-clorpirifós, altera as taxas de disparo no locus coeruleus. Estes resultados indicam que os pesticidas podem estar implicados em síndrome da Guerra do Golfo e outras doenças neurodegenerativas.

## Efeitos sobre a vida marinha e as abelhas
O clorpirifós é altamente tóxico para os anfibios, e um estudo recente do Centrode estudos Geológicos dos Estados Unidos encontrou que o seu principal produto de degradação no meio ambiente, clorpirifós Oxon, é ainda mais tóxico para os animais.
A substância é muito tóxica para a aquicultura (peixes) e para as abelhas.

## Exposição
Um estudo do carga corporal realizado pelos Centros para o Controle e Prevenção de Doenças encontrou TCPY, um metabolito específico do clorpirifós na urina de 91% das pessoas examinadas. Uma análise independente das reclamações CDC mostra como Dow tem contribuído ao 80% da carga corporal de clorpirifós de pessoas que vivem nos E.U.A Um estudo de 2008 encontrou dramáticas quedas nos níveis urinários dos metabolitos de clorpirifós quando os meninos mudaram as dietas de convencional a dietas orgânicas.
Estudos de monitorização do ar realizado pela Califórnia Air Resources Board (CARB) têm documentado o clorpirifós no ar das comunidades da Califórnia. A análise dos dados de CARB indicam que os meninos que vivem em zonas de alta frequência de uso do clorpirifós estão expostos a níveis de inseticidas que superam os níveis considerados aceitáveis pela EPA. Recentes estudos de monitorização do ar em Washington e Lindsay, CA têm mostrado resultados similares. Produtores e grupos de fungicidas da indústria têm argumentado que os níveis de ar documentado nestes estudos não são o suficientemente altos como para causar uma exposição significativa ou efeitos adversos, mas um estudo de biomonitoração de rastreamento em Lindsay, CA tem demonstrado que as pessoas têm níveis mais altos de clorpirifós normal em seus corpos.
Um estudo dos efeitos de clorpirifós em seres humanos expostos através do tempo demonstrou que as pessoas expostas a altos níveis têm anticorpos autoinmunes que são comuns em pessoas com transtornos autoinmunes. Há uma forte correlação com as doenças crónicas sócias com transtornos autoinmunes após a exposição ao clorpirifós.
Antes de que se proibisse o uso residencial nos E.U.A., o clorpirifós detectou-se em 100% das mostras pessoais de ar interior e no 70% de mostras de sangue de cordão umbilical obtidas de mulheres grávidas 18-35 anos de idade que se auto-identificam como afro-americano ou dominicano e que vivem em Nova Iorque em moradias públicas.